# Intercompréhension
L'intercompréhension est avant tout une nécessité de la communication : pour communiquer il faut se comprendre mutuellement. Pour cela, bien des moyens sont possibles dont le plus courant, parmi les moyens verbaux, est bien sûr l'utilisation d'une même langue, que celle-ci soit langue première des interlocuteurs, langue étrangère pour l'un d'entre eux, langue tierce pour tous...
Mais la communication peut aussi s'établir avec plusieurs langues. Dans ce cas, l'intercompréhension (bilingue ou plurilingue) est une pratique réussie du dialogue entre des personnes de langues différentes où chacun s'exprime dans sa langue et comprend les autres personnes. Mais on peut aussi considérer qu'il n'y ait pas dialogue à proprement parler, ainsi que le dit F.J. Meissner : « Par le terme intercompréhension, on désigne la capacité de comprendre une langue étrangère sur la base d’une autre langue sans l’avoir apprise ». Dans ce dernier sens, lorsqu'on parle également d'intelligibilité mutuelle, on considère les langues et non les personnes. L'intercompréhension se produit entre des personnes et l'intelligibilité mutuelle est une potentialité des langues, qui permet l'intercompréhension. Cet article traite de l'intercompréhension considérée comme pratique, une pratique digne d'un apprentissage, en raison de quoi il existe une pédagogie et une didactique de l'intercompréhension.

## L'intercompréhension plurilingue

### L'intercompréhension: se comprendre
L'intercompréhension est donc une pratique de communication qui consiste à parler ou à écrire dans sa langue maternelle avec un locuteur d'une autre langue. Ce dernier, sans répondre dans la langue de l'autre, la comprend et répond dans sa langue. La question de l'intercompréhension appartient au domaine plus vaste du plurilinguisme. En didactique et pédagogie des langues, sous le terme d'intercompréhension, on propose l'apprentissage de la seule compréhension d'une langue, sans apprendre à s'exprimer dans cette langue, et aussi l'apprentissage simultané de plusieurs langues de la même famille, en apprenant seulement à les comprendre. Les dispositifs d'apprentissage ainsi créés mettent en relation des natifs de langues différentes ou bien préparent à ce type de dialogue par la comparaison et la traduction de textes et d'enregistrements.
Il est tout à fait possible d'employer le terme d'intercompréhension dès que deux personnes se comprennent, y compris en utilisant la même langue. En linguistique, il est couramment employé lorsque des locuteurs de dialectes différents de la même langue se comprennent.
La production se faisant dans sa propre langue, la précision de l'expression est naturellement plus grande. L'apprentissage doit alors surtout se tourner vers la compréhension de l'autre langue (ou d'autres langues). Il est en effet beaucoup plus simple d'apprendre à comprendre une langue que d'apprendre à la parler couramment.
Cette situation va aussi demander à celui qui parle (ou écrit) de faire des efforts pour se faire comprendre et donc de faire toute une réflexion sur l'autre. Ici entrent en ligne de compte tous les aspects liés aux lignes de contact entre langues et tout leur fond commun (langues romanes, langues germaniques, langues slaves, etc.). L’apprentissage devra se tourner d'abord vers des méthodes centrées sur la compréhension globale, la prise de conscience des similitudes et différences entre langues, toutes choses que le cadre européen de référence défend.
Ce mode de communication existe par exemple aujourd’hui dans les pays scandinaves, où il est relativement facile pour un Norvégien de se faire comprendre d'un Danois ou d'un Suédois.

### De l'intercompréhension dans le tandem
La communication en tandem (utilisation de deux langues par deux interlocuteurs, chacun parlant alternativement la langue de l'autre et la sienne) a été pratiquée dans de nombreuses écoles. Elle est pour moitié de l'intercompréhension, c'est-à-dire pendant le temps où chacun écoute ou lit l'autre s'exprimer dans sa langue. C'est avec le tandem, qui a commencé en 1996, qu'on s'est habitué à l'idée qu'on pouvait apprendre une langue en continuant, au moins une partie du temps, à parler la sienne.

### L'enseignement de l'intercompréhension plurilingue
Si le tandem est relativement connu et pratiqué, ce n'est pas le cas de l'intercompréhension qui n'a pas encore réellement fait son entrée dans les institutions scolaires et universitaires, si ce n'est à l'état d'expériences, de projets, rarement de véritables formations. Un matériel abondant et une réflexion poussée existent pourtant.
Quatre méthodes ont vu le jour autour de l'année 2000 : Galatea, EuRom4,, EuroComRom (Les sept tamis), et Comprendre les langues romanes. Toutes ces méthodes visaient l'apprentissage de la lecture simultanément dans plusieurs langues romanes, en se fondant sur les textes, la similitude des langues romanes, et un développement de stratégies de compréhension, notamment une façon d'aborder le texte globalement avant d'entrer dans les détails. Elles résultaient toutes de projets financés par l'Union européenne.
Un peu plus tard, en 2003, a commencé à fonctionner une plate-forme Internet qui a pour nom Galanet et dont le principe est de mettre en relation à distance des équipes d'étudiants de langues romanes différentes pour leur faire réaliser en commun une publication en ligne au cours d'un semestre universitaire. Depuis 2009, la plate-forme Galapro permet la formation pédagogique de formateurs en intercompréhension. Redinter, un réseau européen d'organismes de formation, a rassemblé entre 2009 et 2011 un grand nombre de chercheurs et de formateurs, et a fédéré les courants connectiviste (Galanet et Galapro) et académique (EuRom5, EuroComRom).
Depuis 2015, la plateforme Miriadi permet des formations en ligne et en réseau de groupes, et abrite un réseau international d'enseignants et de chercheurs spécialistes de l'intercompréhension et du travail en commun en ligne.

### L'enseignement de l'intercompréhension plurilingue au Brésil
On observe, au Brésil, un fort mouvement d'enseignement à travers la compétence de l'intercompréhension plurilingue dans les universités et dans les écoles publiques d'éducation de base. L'Université Fédérale de Rio Grande do Norte, située dans la ville de Natal (Rio Grande do Norte), a introduit la matière scolaire d'intercompréhension entre les langues romanes dans le cours de Lettres, en 2010. Depuis cette année-là, l'institution a organisé deux congrès internationaux et de nombreuses recherches scientifiques sous la direction de la professeur Selma Alas Martins : sur la lecture des genres littéraires plurilingues, l'intercompréhension pour l'enseignement des jeunes et des adultes, sur la formation continue des enseignants à Natal.
Entre 2011 et 2013, le linguiste Rudson Edson Gomes de Souza (qui a participé à la plate-forme Galapro et qui fait partie de l'équipe de collaborateurs de Miriadi) a introduit le sujet de l'intercompréhension entre les langues romanes pour les élèves de 13 ans d'une école publique à la périphérie de la ville de Natal. À raison d'une classe par semaine et avec l'utilisation du matériel didactique spécifique au plurilinguisme, les élèves qui ont participé à l'expérience ont obtenu une augmentation significative de la compréhension de textes écrits dans leur langue maternelle grâce à l'étude de textes dans d'autres langues romanes. Le résultat de cette recherche a atteint une portée mondiale de l'enseignement de l'intercompréhension plurilingue en utilisant les langues étrangères pour améliorer l'apprentissage des élèves dans leur langue maternelle.
Cette expérience pionnière auprès des élèves de l'école primaire publique a permis de réaliser la formation continue des enseignants, l'insertion de la compétence d'intercompréhension dans les programmes scolaires de la ville de Natal et l'élaboration de supports pédagogiques multilingues, entre les années 2010 et 2020.

### Le concept d'intercompréhension chez Jürgen Habermas
Jürgen Habermas (1929 - ) dans un article traduit en 1987  identifie dans toute communication des exigences minimales qui concernent l'intelligibilité, la vérité, la sincérité, la justesse, la confiance, et le partage des connaissances, des savoirs, des avis, des opinions, des hypothèses, des propositions, etc.
« Tout acteur communicationnel [.] qui veut participer à un processus d'intercompréhension, [.] ne peut éviter d'émettre les prétentions universelles suivantes et précisément celles-là : 
- S'exprimer de façon intelligible,
- donner quelque chose à entendre,
- se faire comprendre
- et s'entendre l'un l'autre. »

Attention : Le verbe s'entendre est polysémique : écouter / comprendre l'Autre / être capable d'un accord.
« Le but de l'intercompréhension est de parvenir à un accord qui conduise la communauté intersubjective : 
- de la compréhension réciproque,
- du savoir partagé,
- de la confiance réciproque,
- et... de la convergence de vue.

A ces quatre dimensions [.] correspondent quatre prétentions à la validité, qui sont l'intelligibilité, la vérité, la sincérité et la justesse et sur lesquelles l'accord repose. »
« [.] ceux qui participent à la communication peuvent aussi s'entendre sur quelque chose qui existe dans le monde, comme ils peuvent rendre compréhensible l'un à l'autre la nature de leurs intentions. »